# Beretta 80
De Beretta 80 Cheetah is een serie compacte halfautomatisch pistolen van de Italiaanse vuurwapenfabrikant Beretta. Ze werden in 1976 geïntroduceerd.

## Modellen
| Model | Patroon  | Magazijn                |
| ----- | -------- | ----------------------- |
| 81    | .32 ACP  | 12                      |
| 82    | .32 ACP  | 8                       |
| 84    | .380 ACP | 13                      |
| 85    | .380 ACP | 8                       |
| 86    | .380 ACP | 8                       |
| 87    | .22 LR   | 8 (Cheetah) 10 (Target) |